# Rynek turystyczny
Rynek turystyczny – wszelakie relacje związane z ekonomicznym aspektem uprawiania turystyki. Zbiór zarówno potencjalnych, jak i już aktualnych nabywców produktu turystycznego. Sprzedawcy, jak i nabywcy określają co mają zamiar kupić lub sprzedać i na jakich warunkach ma zostać zrealizowana transakcja.
Ogólna definicja rynku turystycznego mówi, że są to stosunki wymienne (towarowo-pieniężne) pomiędzy osobami czy instytucjami, które sprzedają dobra i usługi turystom reprezentującymi podaż a osobami czy instytucjami, które je nabywają i które stanowią przedmiot potrzeb turystycznych przedstawiających popyt turystyczny
Elementy rynku turystycznego:
- podmioty popytu i podaży,
- przedmioty – wszelkie dobra i usługi, które podlegają wymianie oraz wzajemne relacje, jakie istnieją pomiędzy podmiotami rynku turystycznego.